# Тузлугёль
Тузлугёль (перс. تالاب میقان‎ — Талаб-Мейган) — солёное озеро в центральной части Ирана, на юге остана Маркази (или Центральный остан). Это одно из десяти важнейших озёр страны. Расположено приблизительно в 15 км к северо-востоку от города Эрак, а его высота над уровнем моря составляет 1657 м. Площадь поверхности озера составляет 106,4 км². Его глубина равна 1,4 м, а объём — 74,5 миллионов м³. Однако приведенные показатели могут очень существенно колебаться в зависимости от времени года или же засух, из-за которых озеро иногда полностью высыхает. Водою оно питается с помощью осадков и нескольких небольших притоков, а в широком гидрологическом смысле принадлежит внутреннему бассейну озера Дерьячейе-Немек.

## География

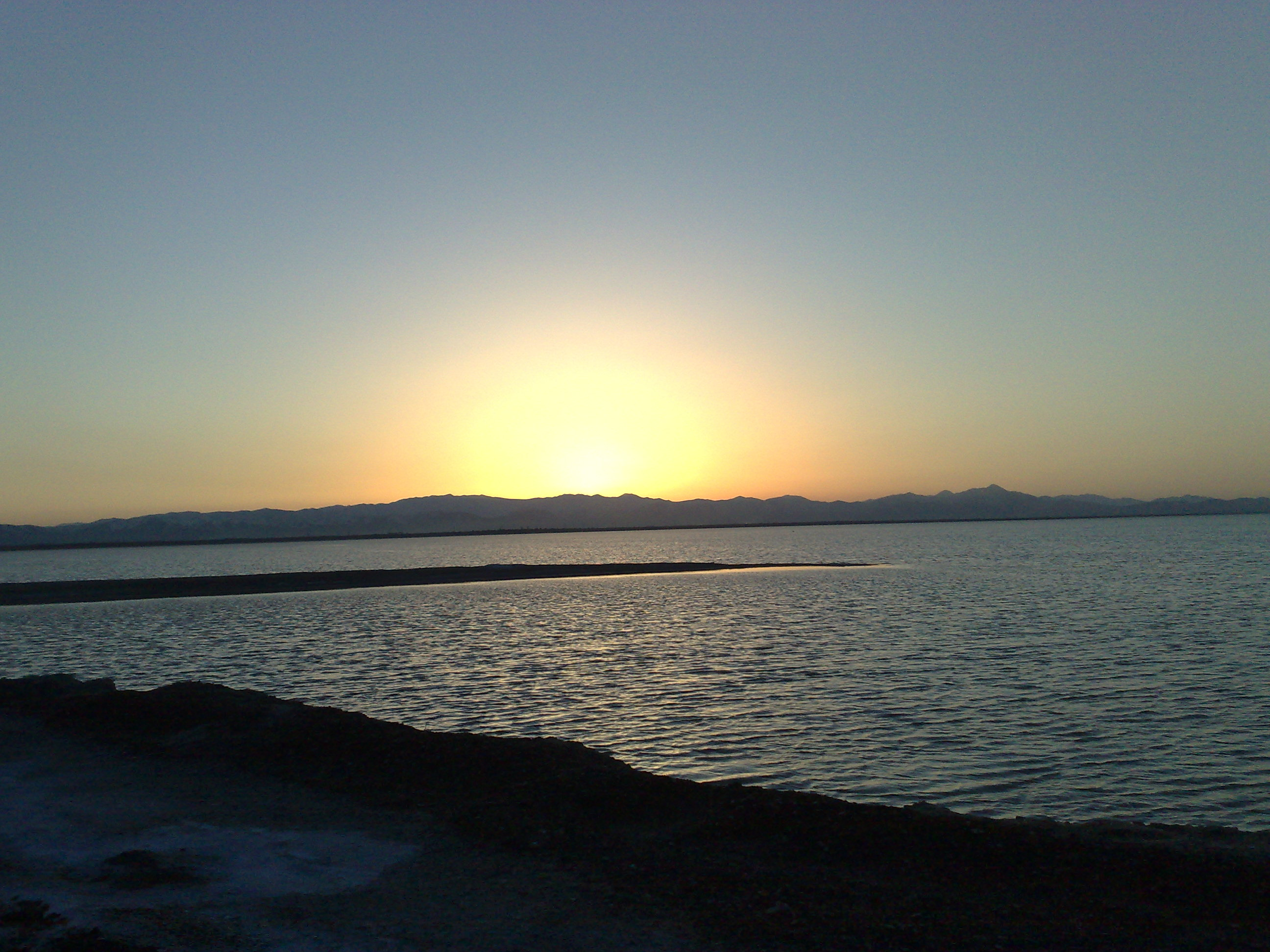
Тузлугёль

Тузлугёль расположен на северо-западе Иранского нагорья, точнее — на юге обширной Фармахинской котловины, которая, подобно Загросу, простирается в направлении с северо-запада на юго-восток. Котловина принадлежит геологической зоне, которая простирается от города Сененденж до города Сирджан, а сформирована она в течение фанерозойского периода (в основном — в мезозое), а со стратиграфической точки зрения состоит главным образом из метаморфических (то есть видоизменённых) и интрузивных горных пород. Само озеро расположено на аллювиальной равнине, которая в течение тысячелетий формировалась с помощью наносов локальных водотоков, особенно интенсивно — во время последнего ледникового периода. Тогда количество осадков было на 48,4 % больше, а средняя температура — на 5,6 °C ниже по сравнению с сегодняшней. Тузлугёль имеет треугольную форму и простирается на 17 км в длину и 8,5 км в ширину. Литоральный пояс со всех сторон — имеет выраженный пологий наклон, который составляет примерно 0,1 %. Учитывая то, что почва вокруг озера пригодна для земледелия, на берегах озера или в его непосредственной близости располагается несколько сельских населённых пунктов, таких как Мейган, Рахезан и Теремес на западе и Дехнемек на северо-востоке. Самые близкие города, расположенные недалеко от озера, это Давудабад (в 4,5 км к северо-востоку) и Эрак (в 17 км к юго-западу).

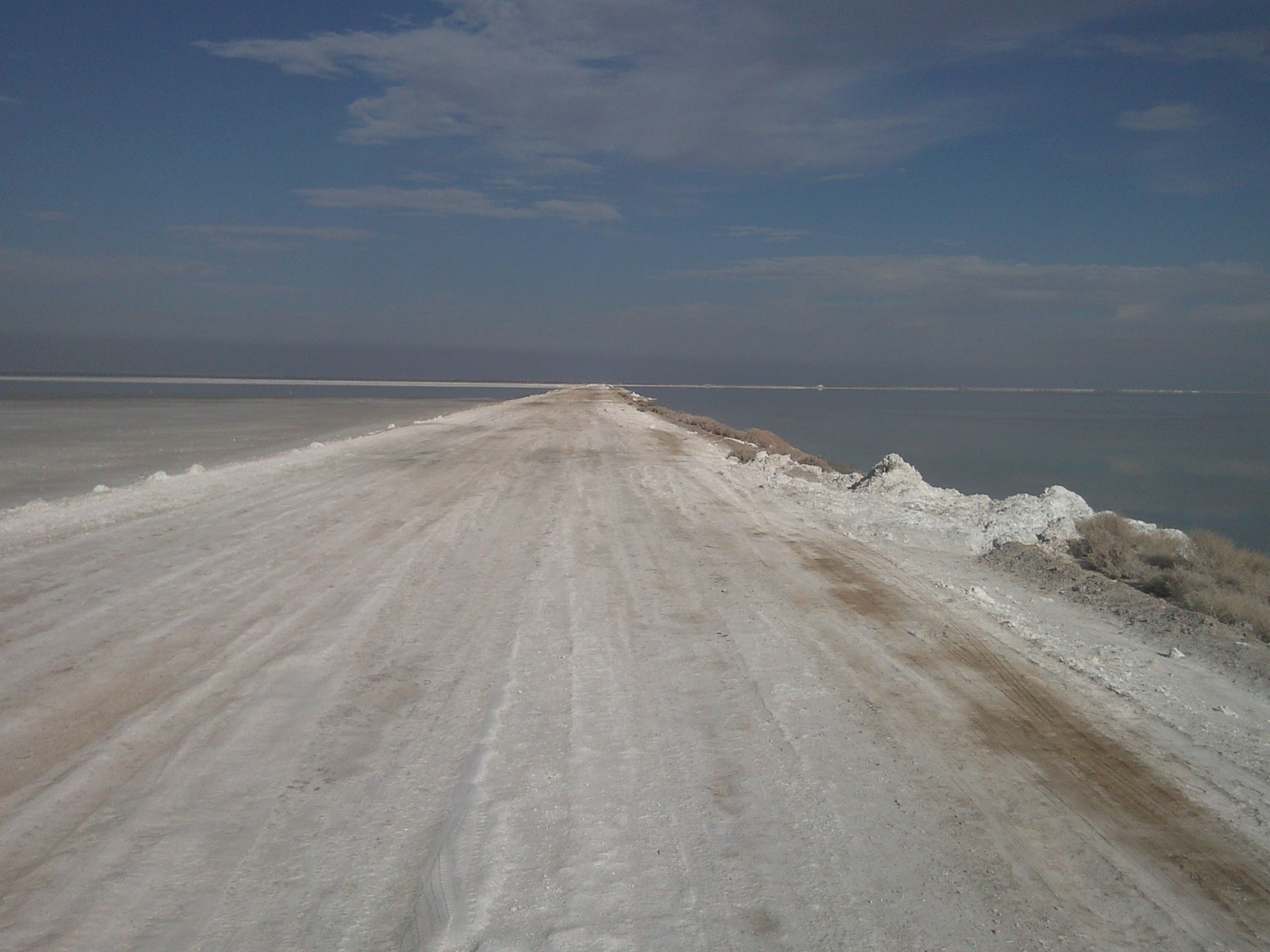
Дорога к центру озера Тузлугёль

В непосредственной близости к южному берегу Тузлугёля находятся Эракский аэропорт и ряд промышленных объектов. Объекты, имеющие большое экономическое значение — два соляных пруда, из которых один создан в середине самого озера и связывается с берегом с помощью дороги длиной 4 км.

## Гидрология
Тузлугёль традиционно классифицируется как часть бассейна озера Дерьячейе-Немек, но на самом деле представляет собой отдельный бассейн, чья высота над уровнем моря выше, и климат другой, нежели у бассейна озера Дерьячейе-Немек. Горные вершины на севере и востоке представляют собою барьеры, отделяющие озеро от бассейнов рек Карачай и Ком-Руда, которые впадают в Дерьячейе-Немек, а Загрос на западе его отделяет от бассейна Персидского залива. Бассейну Тузлугёля принадлежит и Кадир, небольшое озеро, расположенное примерно в 30 км к северо-востоку, около склона Кух-е Махур на высоте над уровнем моря, которая выше Тузлугёля на 147 м. В регионе вокруг озера Тузлугёль преобладает холодный степной климат, а на территории бассейна озера имеются также районы со средиземноморским климатом, располагающиеся у подножий гор, где весной выпадают дожди, а также — изолированные районы с бореальным климатом, которые охватывают горные регионы, имеющие высоту над уровнем моря более 2000 м. Согласно данным метеорологической станции из Эрака, средняя температура достигает 13,65 °C, а количество осадков — 250—350 мм в год. Озеро водою питается в первую очередь с помощью Кахриз-Руда, который в него впадает с севера, а с других сторон в него втекает ряд более мелких притоков. В Тузлугёле исключительно высокий уровень солености, который поднимается и до 9,6 %.

## Флора и фауна

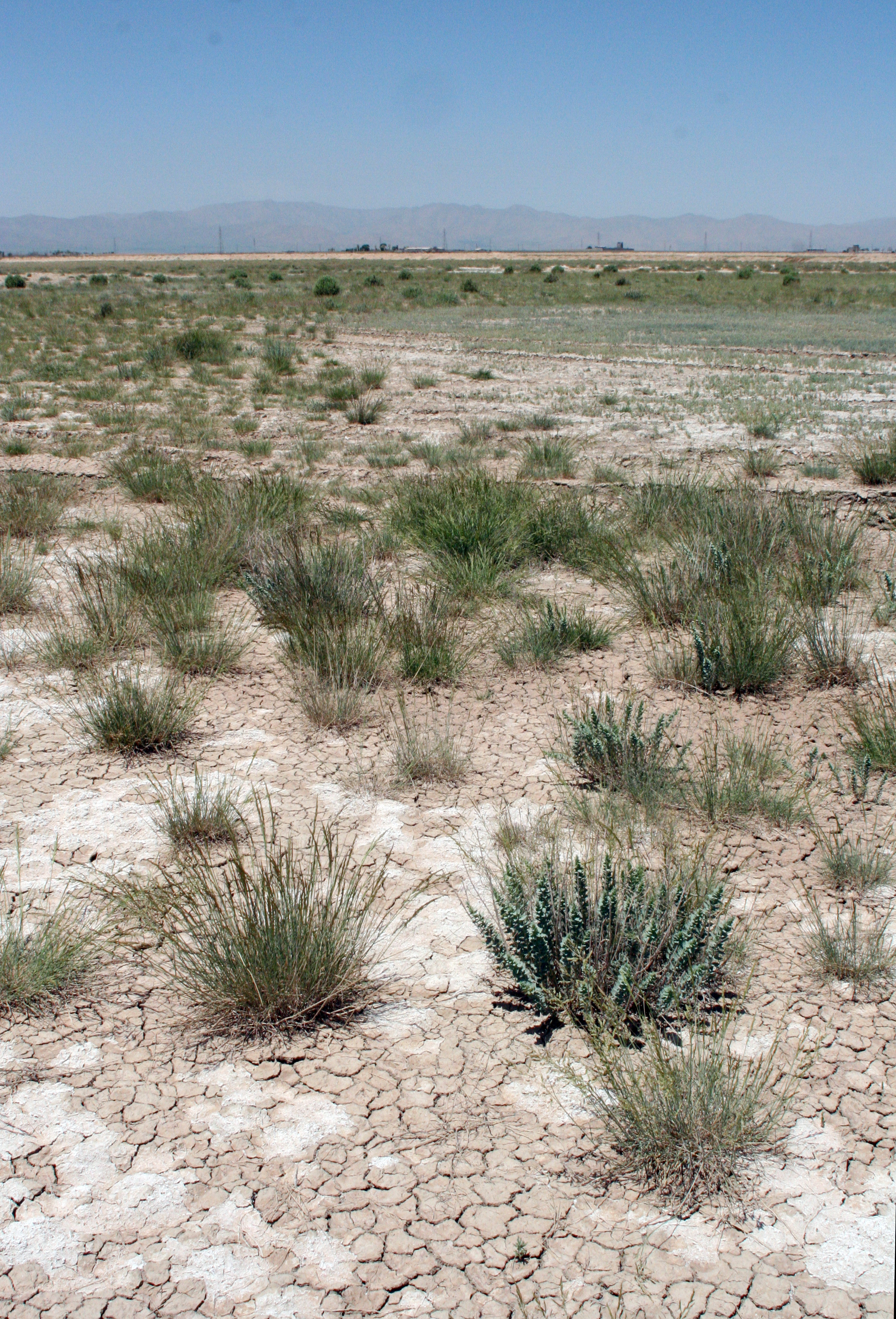
Берег озера Тузлугёль в центральной части Ирана на юге остана Маркази (прибрежная растительность на западном берегу), 18 мая 2017 г.

Флора и фауна Тузлугёля обусловлены климатом и высокой степенью солёности, а также и деятельностью человека, которая имеет позитивные и негативные последствия. Несмотря на то, что на юго-западе озера расположены современные промышленные зоны, именно там зафиксирована самая большая степень биоразнообразия. Там находятся болота, где преобладают осоковые, в том числе сыть. Ими питаются много видов перелетных птиц, среди которых преобладают серые журавли. Их количество составляет 5000, а осенью и зимой поднимается до 11000. Другие виды птиц, которые посещают озеро, а число их пар насчитывает сотни и тысячи, — это дикая утка, дикий гусь и лысуха.

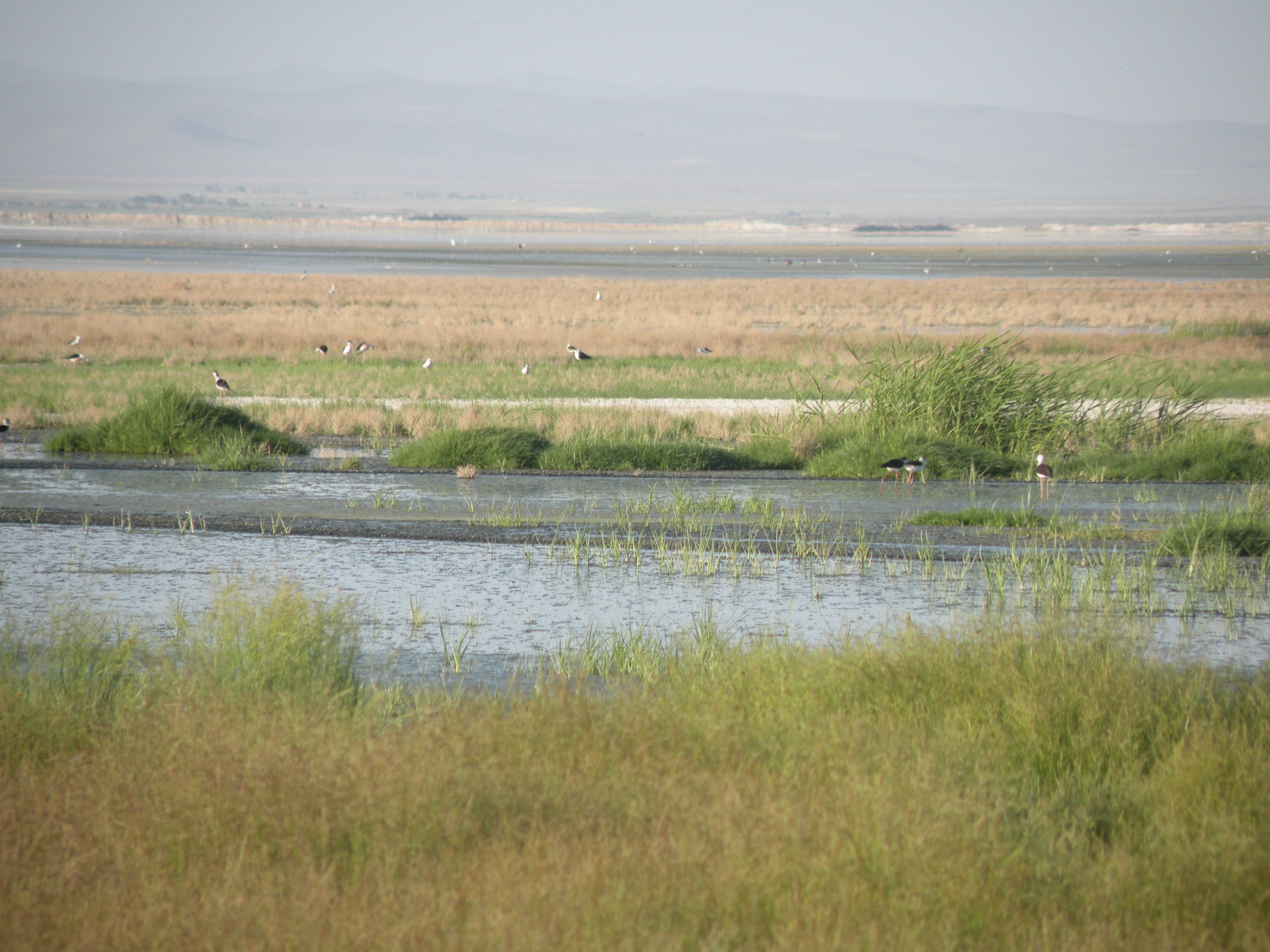
Озеро Тузлугёль в центральной части Ирана на юге остана Маркази (болото на южном берегу), 30 мая 2017 г.

Всего на озере постоянно проживает 140 видов птиц, а также оно является пристанищем для 90 видов перелетных птиц.
В списке наблюдавшихся на озере птиц:
Podiceps,
Phalacrocorax,
Ardea,
Egretta,
Bubulcus ibis,
Botaurus,
Ciconia ciconia,
Threskiornis,
Platalea leucorodia,
Phoenicopterus ruber,
Anser anser,
Tadorna ferruginea,
Tadorna tadorna,
Anas crecca,
Anas clypeata,
Grus,
Fulica atra,
Haematopus ostralegus,
Himantopus himantopus,
Recurvirostra avosetta,
Vanellus vanellus,
Pluvialis squatarola,
Tringa stagnatilis,
Gallinago gallinago,